# マクサンス・カケレ
マクサンス・カケレ（フランス語: Maxence Caqueret、2000年2月15日 - ）は、フランスのサッカー選手。ポジションはミッドフィールダー。

## クラブ歴
オリンピック・リヨンの下部組織出身。2019年1月5日にクープ・ドゥ・フランスでトップチーム初出場。同年11月30日にリーグ・アン初出場、この試合ではマクスウェル・コルネの得点をアシストし、2-1の勝利に貢献した。2019年1月4日にクープ・ドゥ・フランスでトップチーム初得点。

## 代表歴
U-17代表としてUEFA U-17欧州選手権2017、2017 FIFA U-17ワールドカップに、U-19代表としてUEFA U-19欧州選手権2019に出場した。